# کاله آنتیلا
کاله یوهان یالماری آنتیلا (به فنلاندی: Kalle Johan Jalmari Anttila) (زاده ۳۰ اوت ۱۸۸۷ - درگذشته ۱ ژانویه ۱۹۷۵) کشتی گیر کشور فنلاند است.